# Rajendra Rajya Lakshmi Devi
Rajendra Rajya Lakshmi Devi, död 13 juli 1785 i Hanuman Dhokapalatset i Kathmandu, var en drottning och regent av Nepal.
Hon var gift med kung Pratap Singh Shah (r. 1775-1777), och regent för sin omyndige son, kung Rana Bahadur Shah (r. 1777-1799). Hon var Nepals regent 1777-1785, med ett avbrott 1778-79, då hon blev tillfälligt avsatt. Under hennes regeringstid annekterades furstendömerna Lambjang, Kaski och Tanahun.